# Francouzská Západoindická společnost

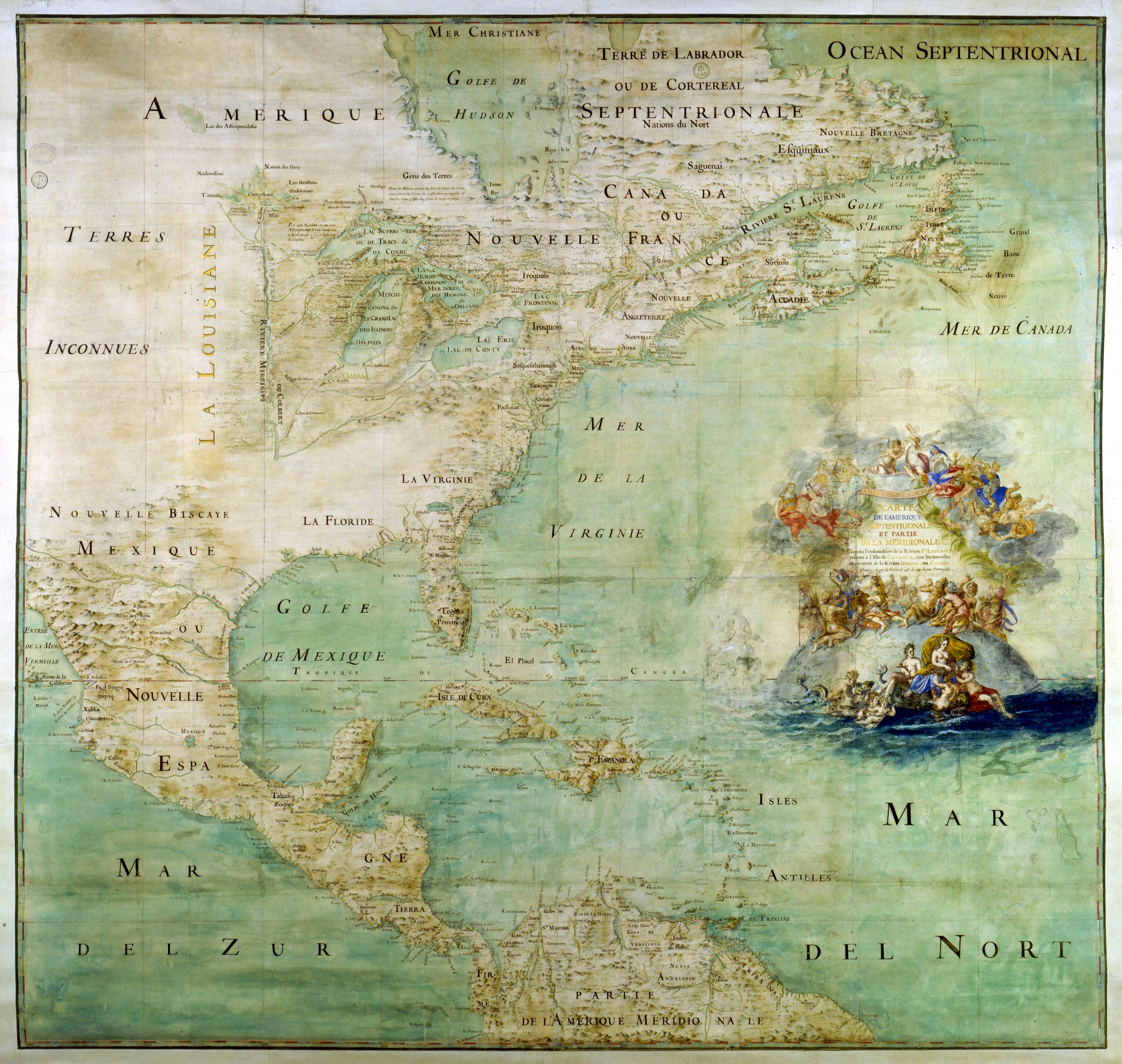
Francouzské osídlení v Severní Americe roku 1681

Francouzská Západoindická společnost (francouzsky Compagnie des Indes Occidentales) byla v dějinách francouzského obchodu společností s výsadními právy založena roku 1664. Díky svým privilegiím dostala Společnost do svého majetku panství Acadia v Kanadě, Cayenne na Antilách a terra firma v Jižní Americe od Amazonie po řeku Orinoco. Pro obchod s těmito oblastmi, ale také s Guinejským pobřežím a Senegalem měla francouzská Západoindická společnost na padesát let dominantní postavení, s placením jen polovičních poplatků státu.
Kapitál Společnosti byl tak velmi významný, že byla schopna za méně než šest měsíců vybavit svou flotilu čtyřiceti pěti loďmi. S tímto loďstvem poté Společnost svá území spravovala, osidlovala a obchodovala s nimi. Avšak Společnost existovala pouze devět let. V roce 1674 byl majetek Společnosti odebrán a její území se opět navrátilo pod královskou správu.
Toto zrušení francouzské Západoindické společnosti bylo způsobeno částečně nouzí Společnosti, způsobenou ztrátami ve válce s Anglií, které si vyžádaly půjčku velké částky peněz, a odejmutí exkluzivních práv pro obchod s Guineou.